# 安倍晋三・昭恵 35年の春夏秋冬
安倍晋三・昭恵 35年の春夏秋冬（あべしんぞう・あきえ 35ねんのしゅんかしゅうとう）は、大下英治の著書。

## 概要
2023年5月18日に飛鳥新社から出版。
安倍晋太郎の秘書官であった時代からの40年間で、最も多く安倍晋三・安倍昭恵夫妻を取材してきた作家である大下英治が初めて明かす安倍夫婦についての書籍。
政治家というのは愛人を作ったりしていたという例は枚挙に遑が無いのだが、安倍晋三は愛人を作ったりするようなことは無かった稀有な政治家だった。それは妻である昭恵が、晋三に安心感を与えると同時に刺激も与えるような存在であったからであることが書かれている。
安倍晋三は政治家として首相として制約があるため、安倍昭恵はなるべく安倍晋三会えない人に会い行けないような場所に行っていた。反原発やLGBT当事者など安倍晋三の政策に反対する人々と積極的に対話する機会を作られていたことが書かれている。